# Wojanów
Wojanów est une localité polonaise de la gmina de Mysłakowice, située dans le powiat de Jelenia Góra en voïvodie de Basse-Silésie.